# Musées d'État de Berlin
Les musées d'État de Berlin (en allemand : Staatliche Museen zu Berlin, SMB) sont un groupe de musées qui abritent des collections artistiques, archéologiques et ethnologiques. Ils forment un ensemble couvrant toute l'histoire de l'art de l'antiquité à nos jours. L’origine des musées remonte au « musée royal de Berlin » fondé par le roi Frédéric-Guillaume III, roi de Prusse, en 1823. Aujourd'hui, ils dépendent de la Fondation du patrimoine culturel prussien (Stiftung Preußischer Kulturbesitz) subventionnée par l'État fédéral allemand et les Länder,

## Histoire
L'Altes Museum construit selon les plans de Karl Friedrich Schinkel, premier musée public de Berlin, a ouvert ses portes en 1830. Les collections ont pour origine le cabinet de curiosités de l'électeur Joachim II Hector de Brandebourg, mis en place au milieu du XVIe siècle. Après la mise à sac du patrimoine durant la guerre de Trente Ans, il a été reconstruit sous le règne du « Grand Électeur » Frédéric-Guillaume Ier et transféré au château de Berlin par Frédéric Ier, le premier roi en Prusse, au début du XVIIIe siècle. En 1807, la collection fut pillée par Napoléon pour l'installer à Paris ; après la victoire des troupes alliées en 1815, elle a été renvoyée à Berlin. Actuellement l'Altes Museum avec le Pergamon Museum (le Musée de Pergame) constituent Die Antikensammlung, les collections d'antiquités des musées d'État de Berlin.
Après la fin de la Grande Guerre et la révolution allemande de 1918-1919, les autorités de l'État libre de Prusse ont créé l'institution des musées d'État de Berlin chargés de la gestion des collections. Avec la réunification allemande, les musées dans les deux parties de la ville ont à nouveau pu être regroupés sous un même toit.

## Musées

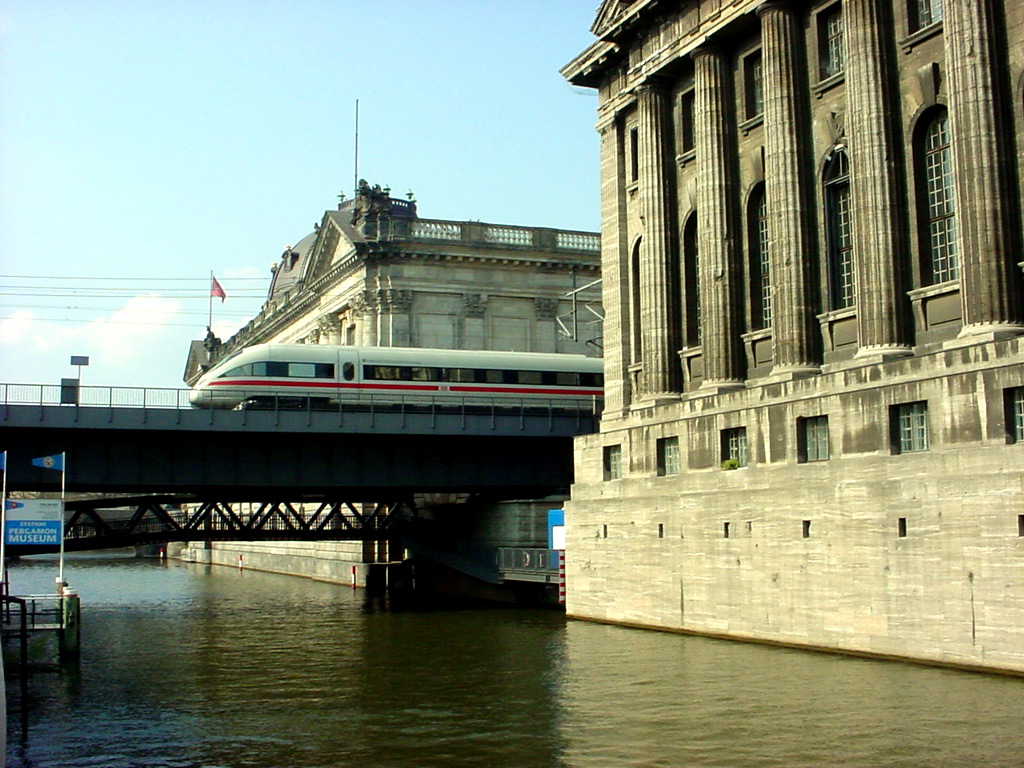
Train ICE entre les musées de Bode et de Pergame.

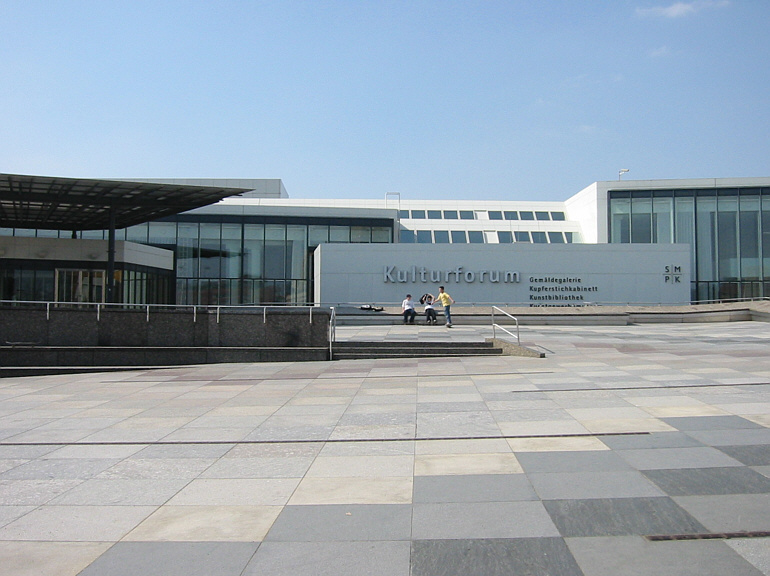
Gemäldegalerie.

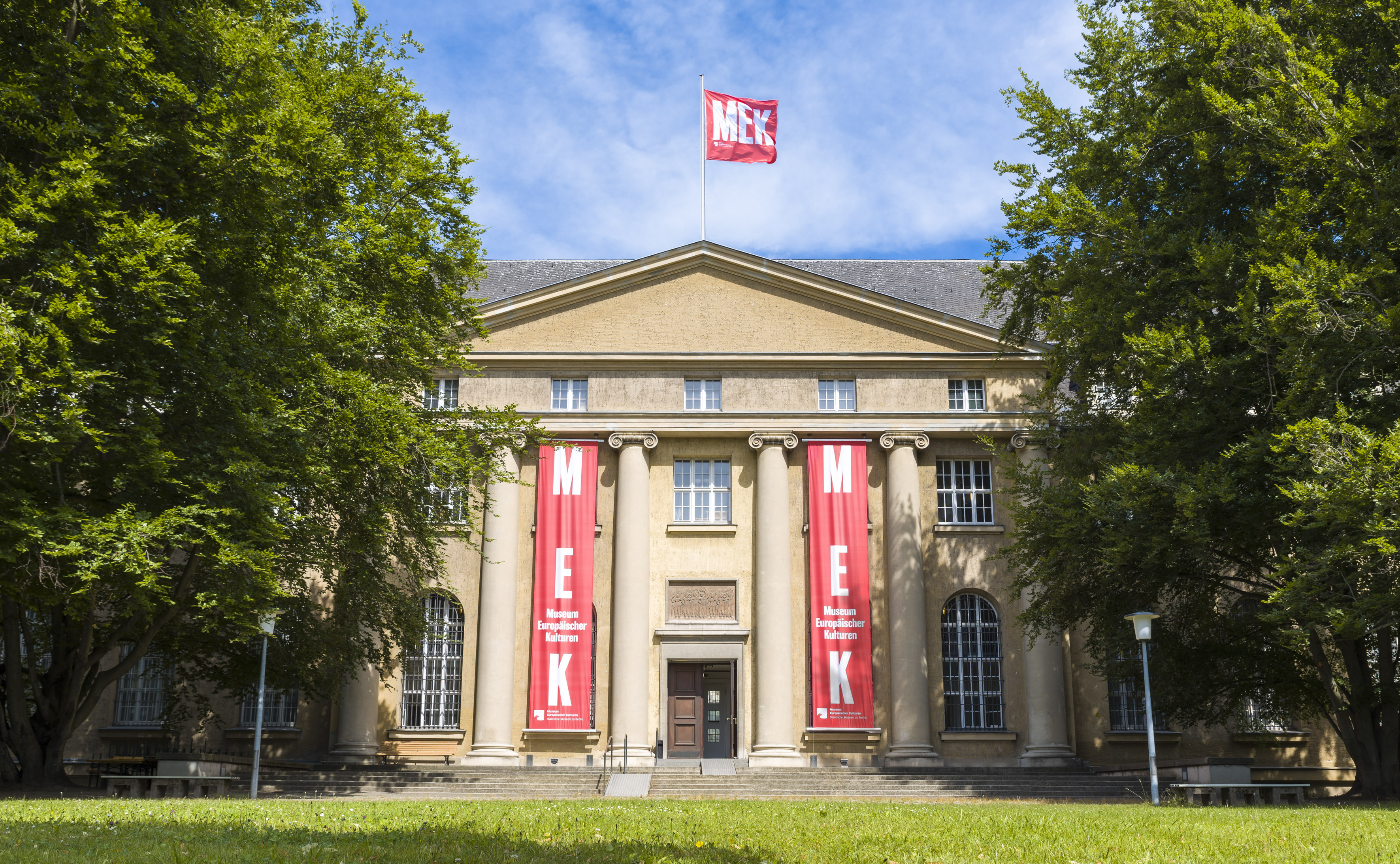
L'entrée du musée des cultures européennes.

Les musées d'État de Berlin sont répartis en quinze collections et quatre instituts de recherche sur cinq sites :

### Mitte
- Île aux Musées
  - Musée de Pergame
    - Musée d'Art islamique de Berlin
    - Musée du Proche-Orient de Berlin

  - Musée de Bode
  - Alte Nationalgalerie
  - Altes Museum
  - Neues Museum
- Église de Friedrichswerder
- Forum Humboldt au château de Berlin
  - Musée d'art asiatique de Berlin
  - Musée ethnologique de Berlin

### Tiergarten/Moabit
- Kulturforum
  - Neue Nationalgalerie
  - Gemäldegalerie
  - Musée des Arts décoratifs
  - Musée des Arts graphiques (Kupferstichkabinett)
  - Bibliothèque des Beaux-Arts (Kunstbibliothek)
- Gare de Hambourg - Musée d’art contemporain
- Berlin Modern (en construction)

### Charlottenbourg
- Musée Berggruen
- Collection Scharf-Gerstenberg
- Musée de la Photographie / Helmut Newton Fondation

### Dahlem
- Musées de Berlin-Dahlem
  - Musée des cultures européennes

### Köpenick
- Le musée des Arts décoratifs au château de Köpenick

## Instituts de recherche
Les musées d'État de Berlin comprennent aussi les instituts suivants :
- l’Atelier des moulages (Gipsformerei) ;
- l’Institut d’études muséales (Institut für Museumsforschung) (
- le laboratoire de recherche Rathgen (Rathgen-Forschungslabor) ;
- les Archives centrales (Zentralarchiv) au Centre archéologique.